# Superstore (serie televisiva)
Superstore è una sitcom statunitense andata in onda dal 30 novembre 2015 al 25 marzo 2021 sulla NBC per sei stagioni.
È una sitcom che vede tra i protagonisti America Ferrera e Ben Feldman nei panni di due dipendenti di un classico superstore statunitense.

## Trama
Amy Dubanowski (nubile Sosa) è la diligente Capo Reparto del Cloud 9 (1217) sede Ozark Higlands, un superstore di Saint Louis, Missouri, nel quale è impiegata da ormai decadi, che tuttavia considera la sua vita professionale monotona e priva di vivacità. Tra i suoi colleghi spiccano l'amica Cheyenne Lee, un'ingenua ragazza incinta, e Garrett McNeil, un paraplegico afroamericano. Al gruppo, gestito dal religioso e insicuro manager del negozio, Glenn Sturgis, e dalla sua aggressiva e autoritaria vice, Dina Fox, si uniscono Jonah Simms, determinato a sfruttare gli aspetti più divertenti della sua nuova esperienza lavorativa, e Mateo Liwanag, che cerca di mettersi in mostra trattando il primo come un rivale.

## Episodi
La seconda stagione include un episodio speciale. Tale episodio è parte dei 22 episodi prodotti, e in quanto tale risulta parte della seconda stagione.
La quinta stagione avrebbe dovuto comporsi di 22 episodi, tuttavia l'episodio finale è stato rinviato nella sesta stagione come secondo episodio a causa della pandemia di COVID-19.
| Stagione         | Episodi | Prima TV USA | Prima TV Italia |
| ---------------- | ------- | ------------ | --------------- |
| Prima stagione   | 11      | 2015-2016    | 2016            |
| Seconda stagione | 22      | 2016-2017    | 2017-2018       |
| Terza stagione   | 22      | 2017-2018    | 2018            |
| Quarta stagione  | 22      | 2018-2019    | 2019            |
| Quinta stagione  | 21      | 2019-2020    | 2020            |
| Sesta stagione   | 15      | 2020-2021    | 2021            |

## Personaggi e interpreti

### Personaggi principali
- Amelia "Amy" Sosa-Dubanowski (stagioni 1-6), interpretata da America Ferrera, doppiata da Letizia Scifoni.
Veterana del Cloud 9, supervisiona il lavoro dei commessi. Lascia il Cloud 9 per una nuova posizione lavorativa nell’azienda in California.
- Jonah Simms (stagioni 1-6) interpretato da Ben Feldman, doppiato da Simone Crisari.
Nuovo impiegato del superstore che sviluppa presto un interesse sentimentale per Amy, anche se al primo incontro offre una brutta impressione.
- Dina Fox (stagioni 1-6), interpretata da Lauren Ash, doppiata da Paola Majano.
È la vicedirettrice, cinica e burbera, si considera la miglior amica di Amy.
- Garrett McNeil (stagioni 1-6), interpretato da Colton Dunn, doppiato da Marco Benvenuto.
Impiegato paraplegico del negozio, si occupa degli annunci.
- Mateo Liwanag (stagioni 1-6), interpretato da Nico Santos, doppiato da Corrado Conforti.
Nuovo impiegato omosessuale particolarmente egocentrico che entra da subito in rivalità con Jonah, è un immigrato clandestino delle Filippine.
- Cheyenne Lee-Thompson (stagioni 1-6), interpretata da Nichole Bloom, doppiata da Gaia Bolognesi.
È una delle impiegate più giovani, nel corso della serie partorisce una bambina, Harmonica.
- Glenn Sturgis (stagioni 1-6), interpretato da Mark McKinney, doppiato da Gianni Bersanetti.
È il religiosissimo e ingenuo direttore del Cloud 9, poi demansionato.
- Sandra Kaluiokalani (stagioni 5-6; ricorrente 1-4), interpretata da Kaliko Kauahi, doppiata da Giovanna Martinuzzi.
Dipendente del Cloud 9, non riesce a dire di no agli altri, si fa spesso sfruttare e porta avanti spesso bugie.

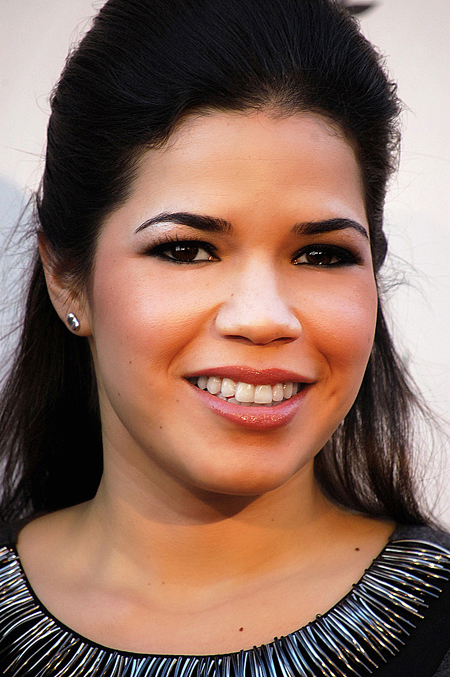
America Ferrera interpreta Amelia "Amy" Sosa-Dubanowski
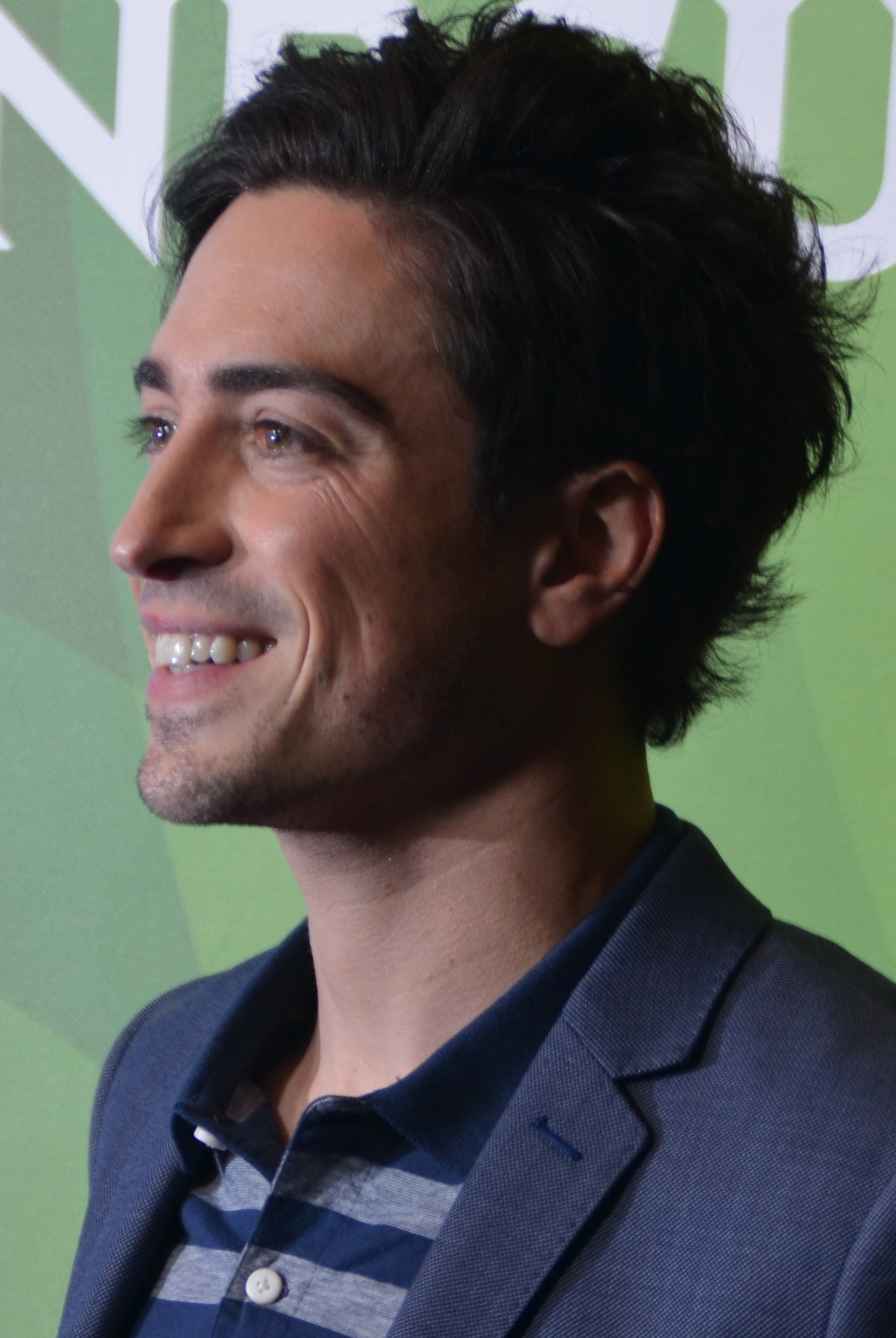
Ben Feldman interpreta Jonah Simms
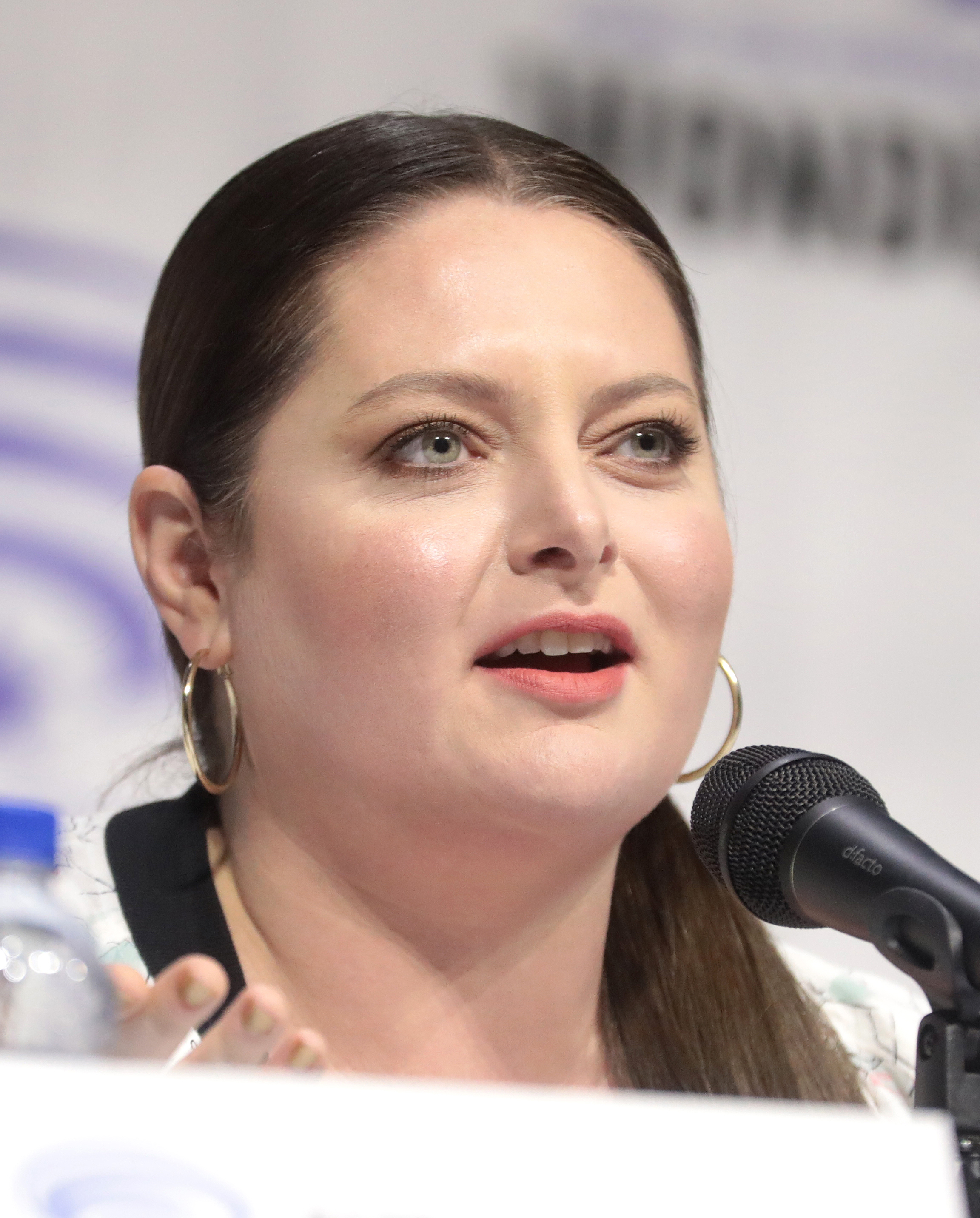
Lauren Ash interpreta Dina Fox
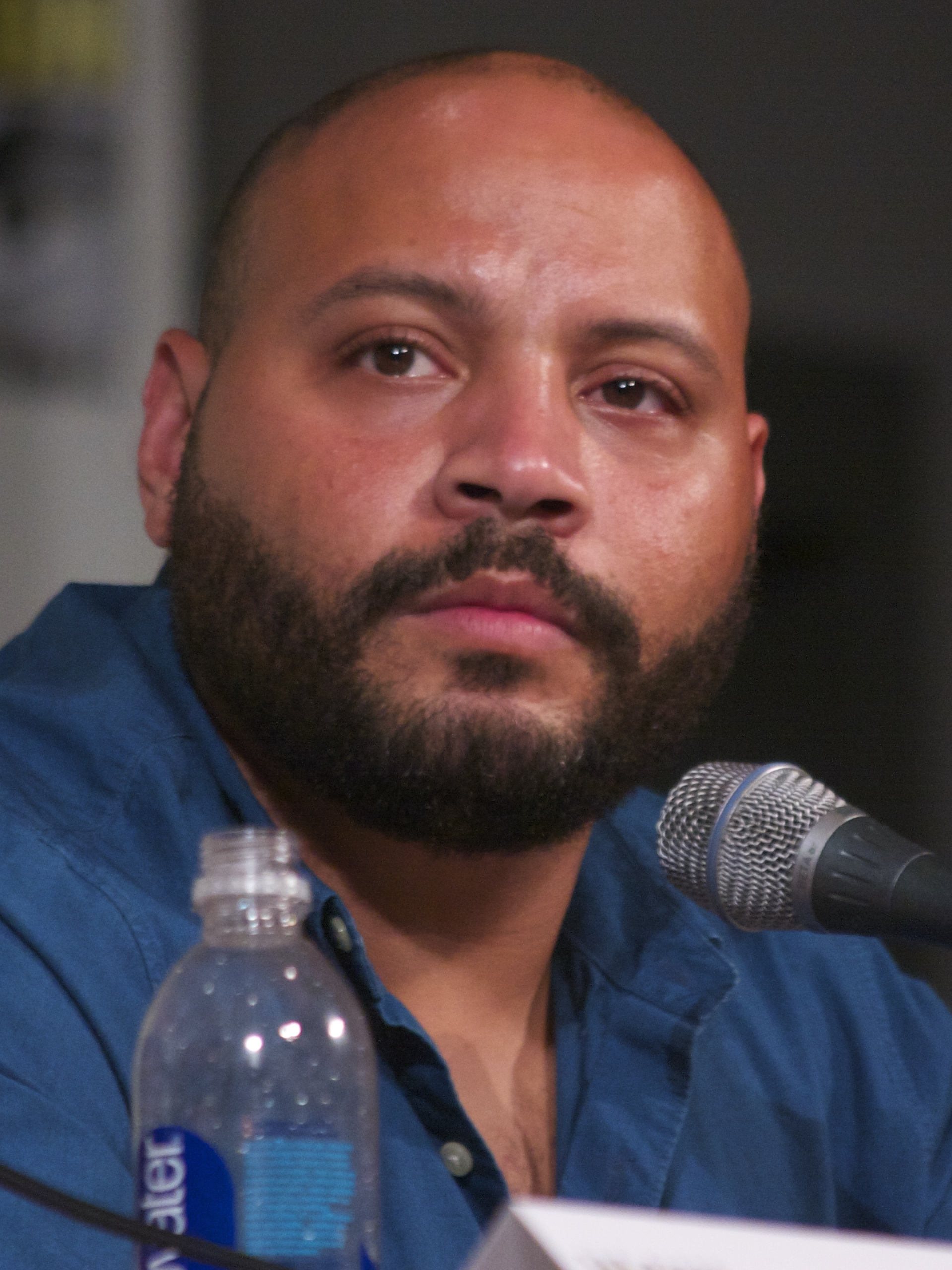
Colton Dunn interpreta Garrett McNeil
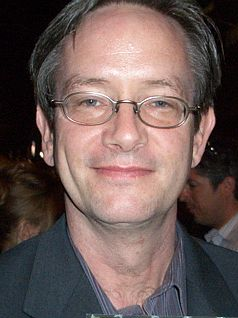
Mark McKinney interpreta Glenn Sturgis

### Personaggi secondari ricorrenti
- Bilbo "Bo" Derek Thompson, interpretato da Johnny Pemberton, doppiato da Federico Viola.
Ragazzo di Cheyenne che è convinto di riuscire a sfondare nella sua musica in quanto rapper.
- Marcus White, interpretato da Jon Barinholtz, doppiato da Gianluca Crisafi (alcuni episodi della prima stagione) e Maurizio Merluzzo.
Dipendente del Cloud 9, si occupa del magazzino.
- Adam Dubanowski (stagioni 1-4), interpretato da Ryan Gaul.
Ex marito di Amy.
- Emma Dubanowski, interpretata da Isabella Day.
Figlia di Amy e Adam.
- Sal Kazlauskas (stagione 1), interpretato da Sean Whalen.
Dipendente del Cloud 9 dall'aspetto poco rassicurante.
- Tate Staskiewicz (stagioni 1-3), interpretato da Josh Lawson, doppiato da Massimo De Ambrosis.
Farmacista del Cloud 9 dall'aspetto rude, sarcastico e narcisista.
- Myrtle Vartanian (stagioni 1-4; guest star stagione 5), interpretata da Linda Porter, doppiata da Paola Giannetti.
Anziana dipendente del Cloud 9, spesso confusa e tendente a dimenticare le cose.
- Brett Kobashigawa, interpretato da Jon Miyahara.
Dipendente del Cloud 9, è un gran lavoratore ma nel corso della serie non parla mai se non durante il tornado.
- Carol, interpretata da Irene White.
Dipendente del Cloud 9, psicotica e manipolatrice, perseguita Sandra per avergli rubato il compagno Jerry.
- Justine Sikowicz (stagioni 2-6), interpretata da Kelly Schumann, doppiata da Patrizia Bracaglia.
Dipendente del Cloud 9, ha una serie di perversioni sessuali.
- Janet Woods (stagioni 2-6), interpretata da Carla Renata.
Dipendente del Cloud 9 e madre single, che a volte ha difficoltà con le finanze.
- Jeff Sutin (stagioni 2-6), interpretato da Michael Bunin, doppiato da Stefano Brusa.
District Manager del Cloud 9, gay dichiarato, ha una storia complicata con Mateo.
- Jerry (stagioni 2-6), interpretato da Chris Grace.
Compagno precedentemente di Carol e successivamente di Sandra, motivo di litigio tra le due.
- Isaac (stagioni 3-4 e 6; guest star stagione 2), interpretato da Steve Agee.
Dipendente del Cloud 9 con atteggiamenti molto spesso rudi. Assunto inizialmente come lavoratore stagionale, ottiene successivamente un lavoro a tempo pieno.
- Kelly Watson (stagioni 3-4; guest star stagioni 5-6), interpretata da Kelly Stables, doppiata da Giò Giò Rapattoni.
Dipendente del Cloud 9, per un certo periodo esce con Jonah poi si lasciano e lei si trasferisce in un altro store.
- Laurie Neustadt (stagioni 3-4), interpretata da Jennifer Irwin.
District Manager del Cloud 9 dopo Jeff.
- Jerusha Sturgis (stagioni 3-6), interpretata da Kerri Kenney-Silver.
Moglie di Glenn.
- Ken (stagioni 5-6; guest star stagione 3), interpretato da Baron Vaughn.
Guardia di sicurezza dello store.
- Sayid (stagioni 4-6), interpretato da Amir M. Korangy.
Dipendente siriano del Cloud 9. È un rifugiato.

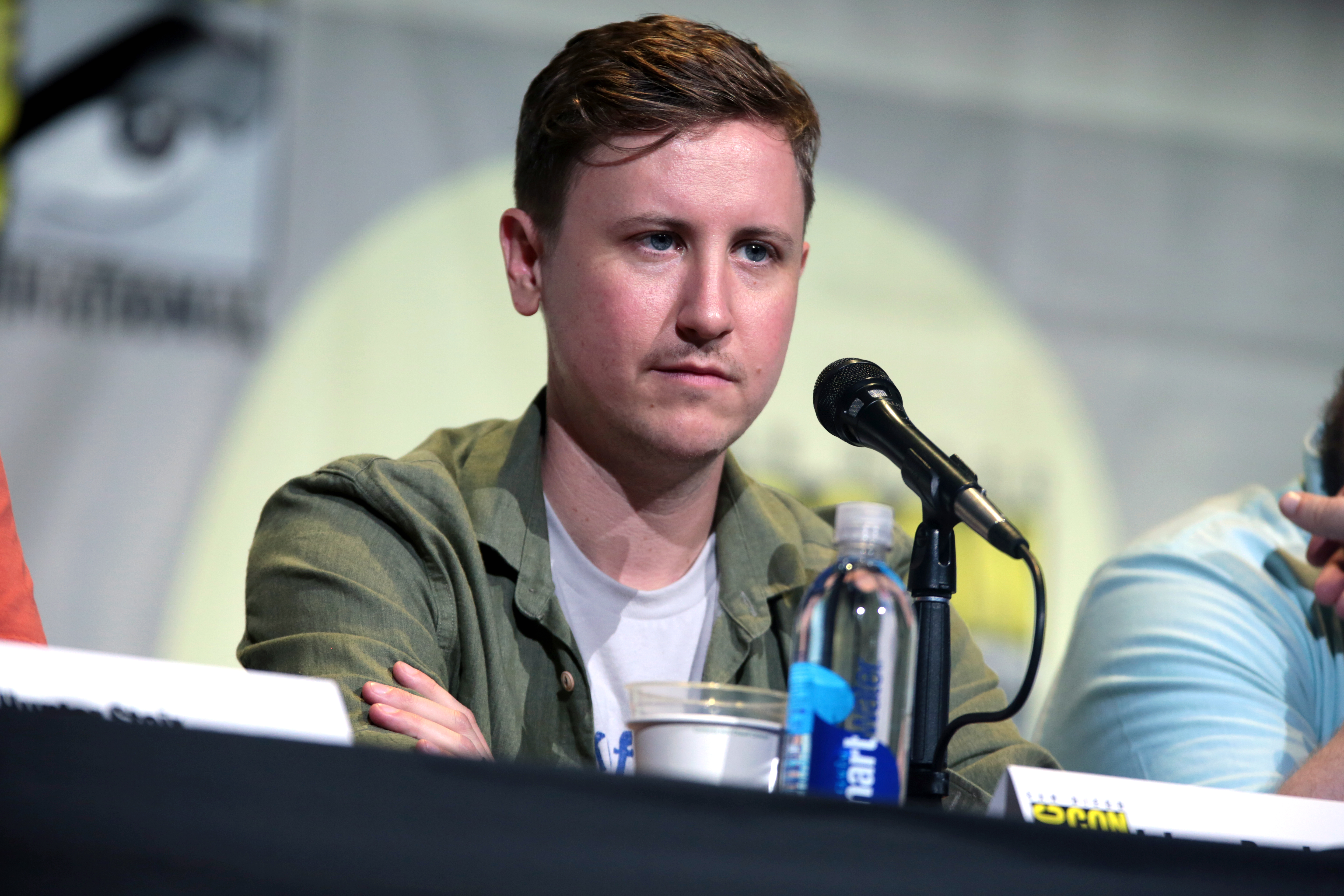
Johnny Pemberton interpreta Bilbo "Bo" Derek Thompson
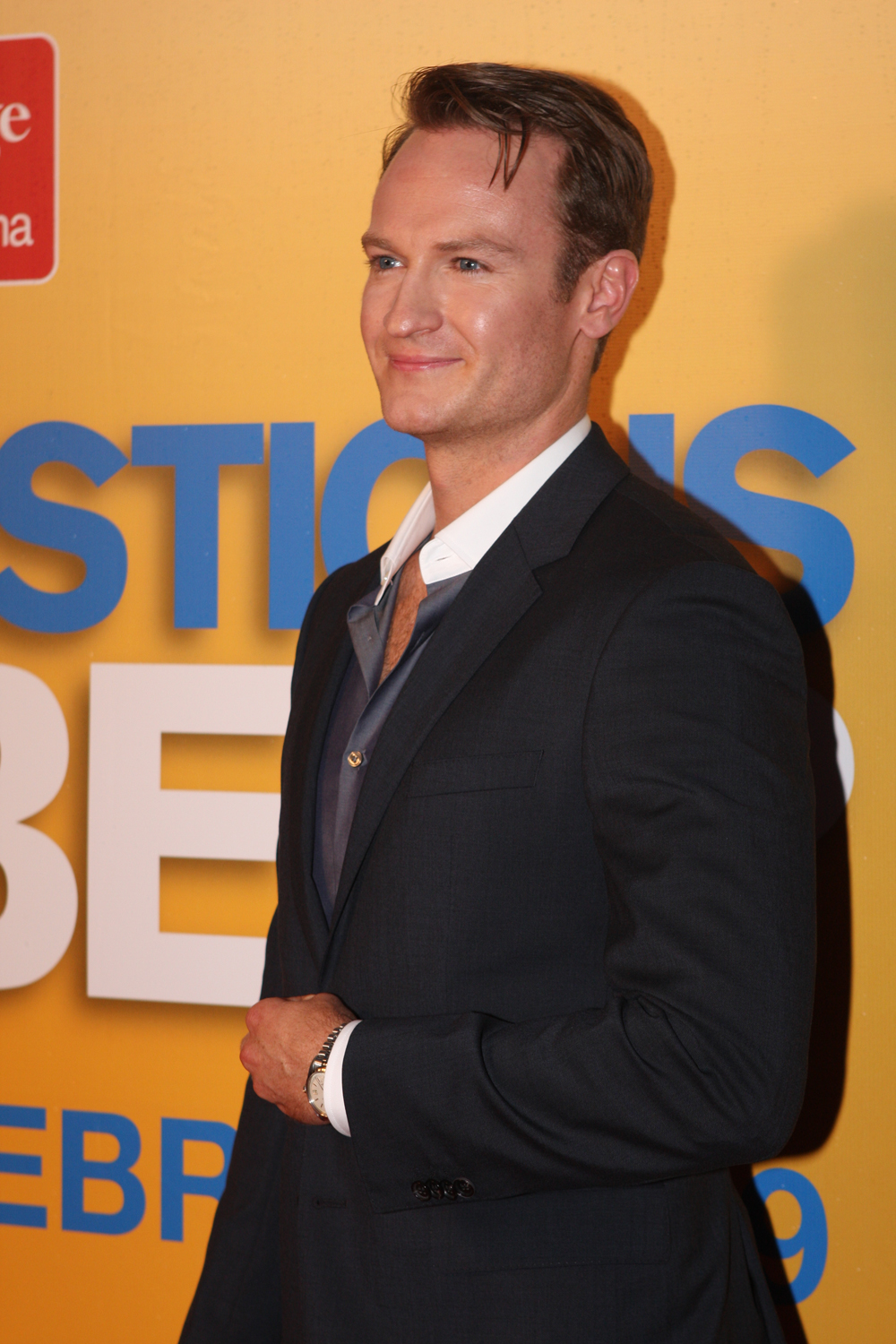
Josh Lawson interpreta Tate Staskiewicz
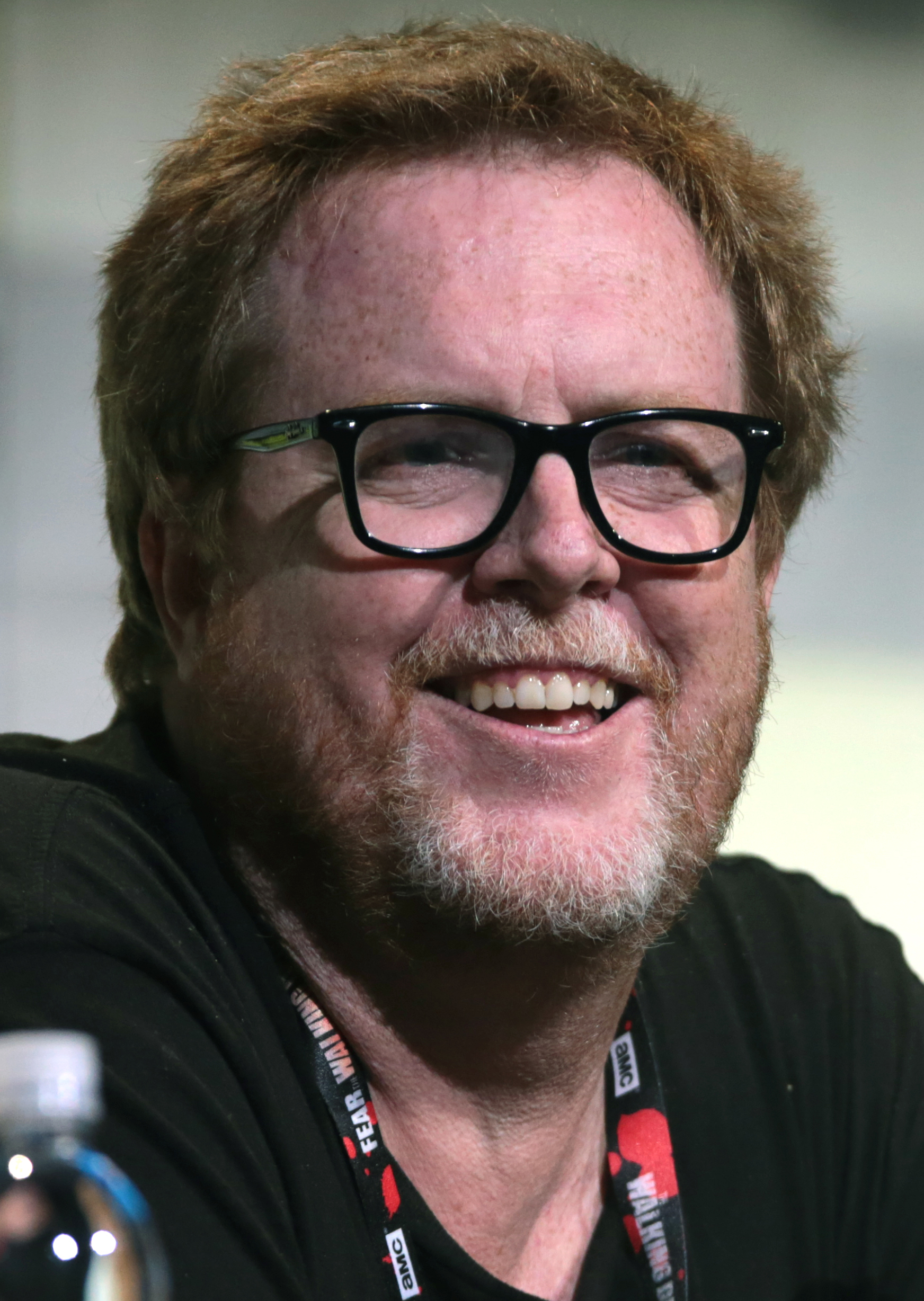
Steve Agee interpreta Isaac
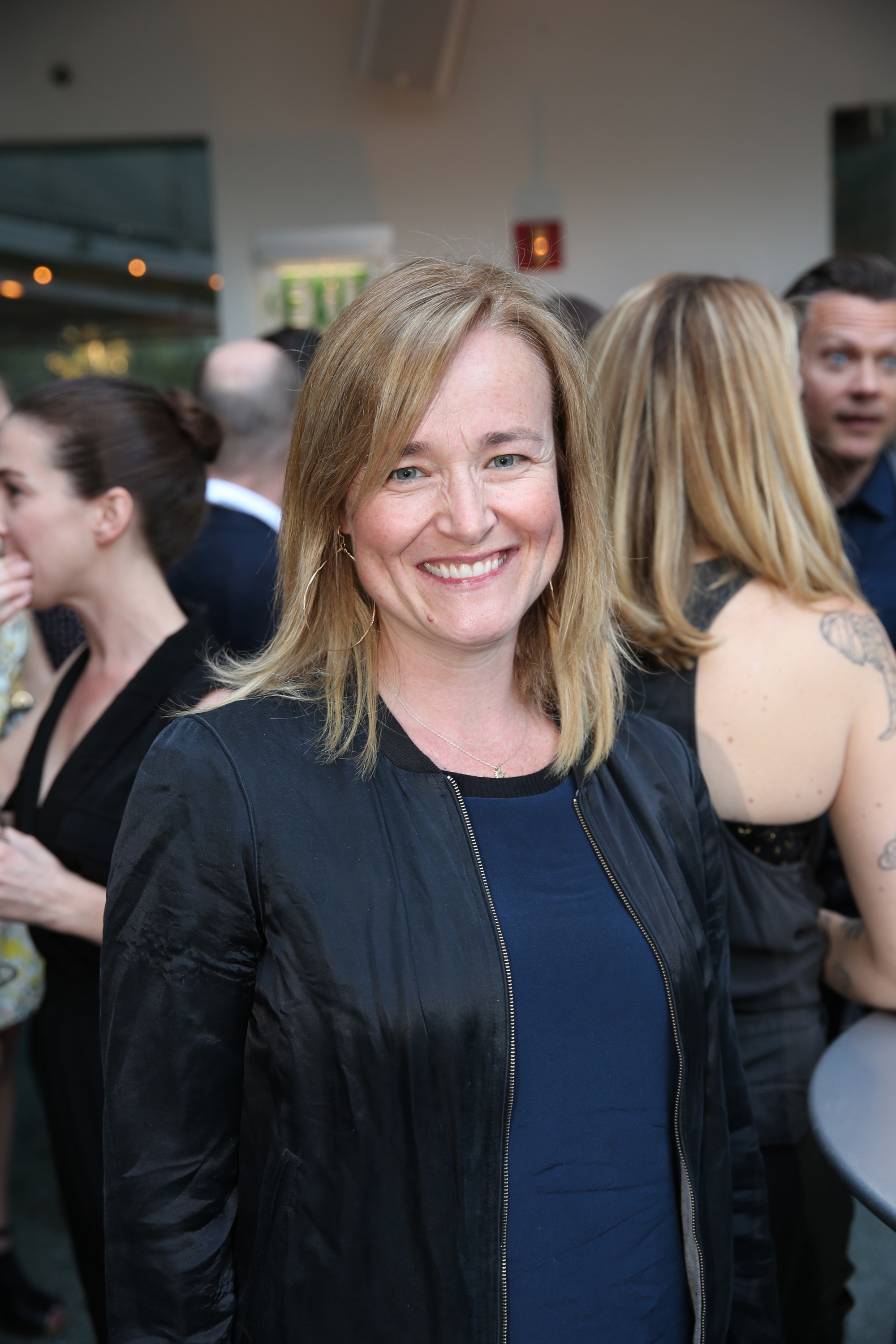
Jennifer Irwin interpreta Laurie Neustadt
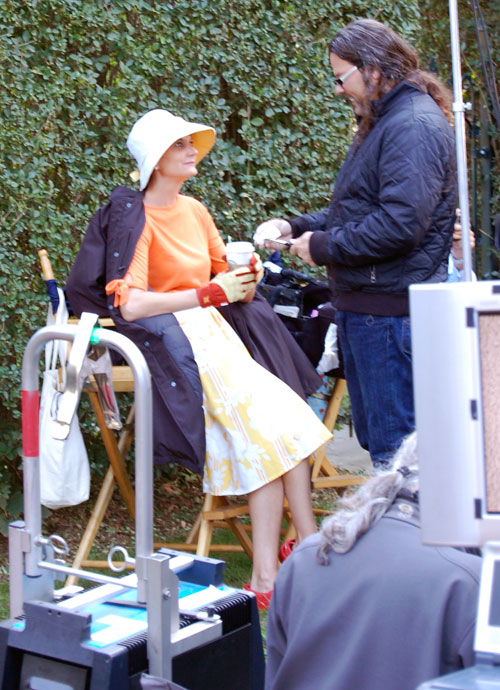
Kerri Kenney-Silver (a sinistra) interpreta Jerusha Sturgis
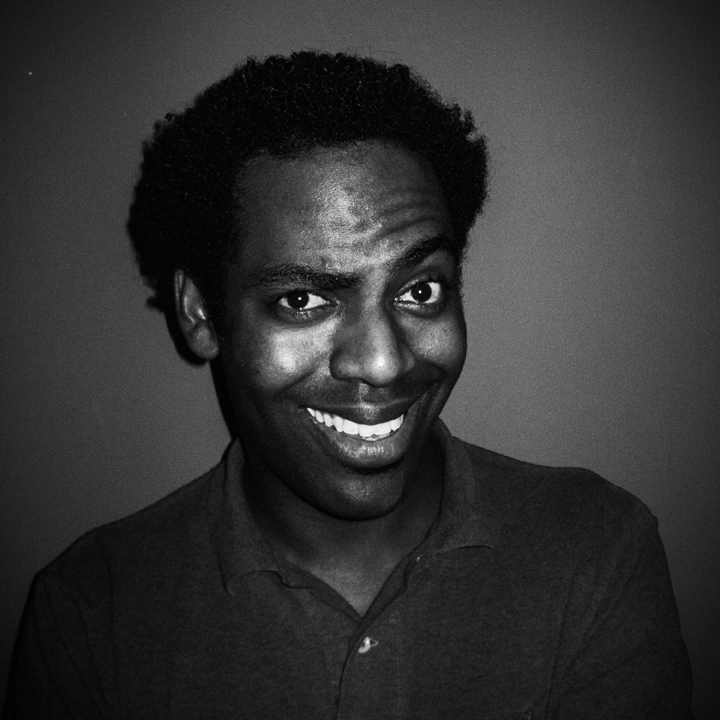
Baron Vaughn interpreta Ken

### Guest star
Nel corso delle stagioni, in diversi episodi, sono apparsi molti special guest star (ossia attori e personaggi televisivi famosi). Tra questi, si ricordano: Howie Mandel, Chrissy Metz, Natasha Leggero e Marlene Forte

## Produzione

### Sviluppo e riprese
Ideata dallo sceneggiatore e produttore di The Office Justin Spitzer, è stata annunciata per la prima volta nel mese di gennaio del 2015, quando l'emittente NBC diede il via libera alla produzione di un episodio pilota mirato a esaminare «l'amore, l'amicizia e la bellezza» della vita all'interno di un superstore americano. Ruben Fleischer figura tra i produttori esecutivi ed ha diretto il pilot.
Il 7 maggio 2015 è stata annunciata la produzione di una prima stagione completa, in onda dal 30 novembre 2015. Il 23 febbraio 2016 è stata rinnovata per una seconda stagione, il cui primo episodio, programmato per il 19 agosto dello stesso anno, costituisce uno speciale scollegato dalla trama generale della serie, prodotto in occasione dei giochi olimpici di Rio, trasmessi negli USA dalla stessa emittente. In origine per la seconda stagione erano previsti 13 episodi, ma a seguito degli ottimi ascolti ottenuti con il primo episodio della seconda stagione la NBC ne ha ordinati altri 9, per un totale di 22 episodi. La seconda stagione è iniziata il 22 settembre 2016 e si è conclusa il 4 maggio 2017.
Il 14 febbraio 2017 la NBC rinnova la serie per una terza stagione composta da ventidue episodi, in onda dal 28 settembre 2017. Il 21 febbraio 2018, invece, viene rinnovata per una quarta stagione. Il 4 marzo 2019, invece, viene rinnovata per una quinta stagione.
Ambientata a St. Louis, Missouri, la serie è girata a Los Angeles, California.

### Casting
Il 20 febbraio 2015 Lauren Ash fu la prima a unirsi al cast, mentre durante il successivo mese di marzo furono ingaggiati anche America Ferrera, Ben Feldman, Nichole Bloom, Colton Dunn, Nico Santos e Mark McKinney.

### Il crossover con The Mindy Project
L'episodio "Under the Texan Sun" della quarta stagione di The Mindy Project rappresenta un mini crossover con Superstore. In una scena, infatti, Mindy Kaling e Adam Pally fanno shopping al Cloud 9.

### Cloud 9

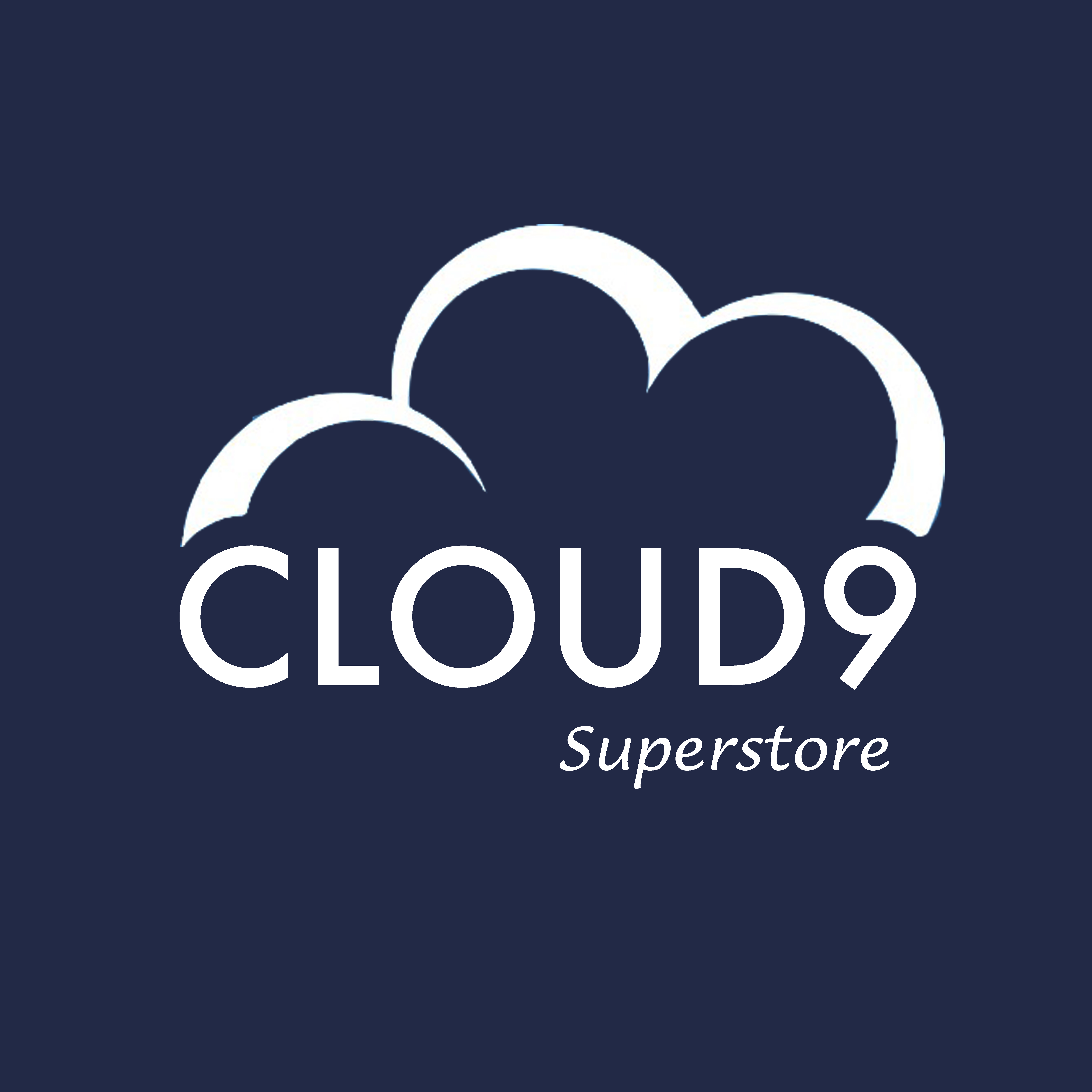
Logo del Cloud9

Il Cloud 9 è un negozio immaginario. Oltre ai prodotti tipici dell'ipermercato, Cloud 9 vende anche pistole e liquori e ha anche una farmacia.
La società non offre un congedo di maternità retribuito, un'assicurazione sanitaria né paga straordinari ai suoi dipendenti. Sotto la politica del Cloud 9 i dipendenti possono fare una pausa bagno per turno e vengono assegnati 15 minuti per il pranzo.
Nel tentativo di controllare cosa sta accadendo nei singoli negozi tutte le serrature e le luci, così come il controllo della temperatura, sono controllati dalla sede centrale. Nel 2017 Cloud 9 ha cambiato il proprio marchio di negozio da Halo a Super Cloud.
Il negozio principale per la serie si trova a St. Louis, nel Missouri, nella Ozark Highlands Road. Il negozio è stato distrutto da un tornado durante il finale della stagione 2 ed è stato riaperto nella stagione 3. Durante l'episodio pilota il set del negozio si trovava all'interno di un Kmart a Burbank, in California, tuttavia il set è stato successivamente spostato. Altre località includono Kirkwood e Easton. Inoltre c'è una sede ad Austin, in Texas.
Cloud 9 compare anche nella serie Netflix Good Girls.

## Distribuzione
In Italia la prima stagione è stata trasmessa dal 7 ottobre all'11 novembre 2016 sul canale a pagamento Joi. In chiaro è andata in onda dal 12 ottobre 2017 su Italia 1 e Italia 2
La seconda stagione, invece, è stata trasmessa dal 27 ottobre 2017 al 12 gennaio 2018. La serie completa si trova in streaming su Netflix.

## Accoglienza

### Ascolti
La serie ha debuttato come "anteprima" il 30 novembre 2015 dopo The Voice con 7 milioni di spettatori che la rendono la seconda commedia nuova dietro a Life in Pieces.
| Stagione | Episodi | Messa in onda                                                                                       | Inizio            | Inizio         | Fine             | Fine           | Stagione televisiva | Spettatori generali |
| Stagione | Episodi | Messa in onda                                                                                       | Data              | Telespettatori | Data             | Telespettatori | Stagione televisiva | Spettatori generali |
| -------- | ------- | --------------------------------------------------------------------------------------------------- | ----------------- | -------------- | ---------------- | -------------- | ------------------- | ------------------- |
| 1        | 11      | Lunedì alle 22:00 (Episodio pilota) Lunedì alle 21:00 (Episodio 3) Lunedì alle 20:00 (Episodi 4-11) | 30 novembre 2015  | 7.21           | 22 febbraio 2016 | 4.68           | 2015-2016           | 6.58                |
| 2        | 22      | Giovedì alle 20:00                                                                                  | 22 settembre 2016 | 5.45           | 4 maggio 2017    | 2.91           | 2016-2017           | 4.81                |
| 3        | 22      | Giovedì alle 20:00                                                                                  | 28 settembre 2017 | 4.60           | -                | -              | 2017-2018           | -                   |

### Critica
Secondo Brian Lowry, di Variety, Superstore ricorda il misto di «dolcezza e ridicolo» che manca dai palinsesti della NBC dalla fine di The Office, offrendo un buon livello di comicità, risultando tuttavia in gran parte prevedibile e proponendo temi già visti. Sonia Saraiya su Salon l'ha trovata un'opera promettente, in grado di offrire spunti di riflessione sul temi politici e sociali. Altri critici, come Daniel Fienberg sul The Hollywood Reporter e Robert Lloyd sul Los Angeles Times, hanno evidenziato come i primi episodi possano suscitare reazioni miste, con un cast di qualità ma che nel suo insieme richiede più tempo prima di esprimere il proprio pieno potenziale.
| Stagione | Accoglienza         | Accoglienza                              | Accoglienza        | Accoglienza                         |
| Stagione | Rotten Tomatoes     | Rotten Tomatoes - Punteggio del pubblico | Metacritic         | Metacritic - Punteggio del pubblico |
| -------- | ------------------- | ---------------------------------------- | ------------------ | ----------------------------------- |
| 1        | 54% (24 recensioni) | 82% (172 recensioni)                     | 58 (22 recensioni) | 7.7. (52 recensioni)                |
| 2        | 100% (5 recensioni) | 91% (64 recensioni)                      | -                  | 9.2 (13 recensioni)                 |
| 3        | -                   | 93% (17 recensioni)                      | -                  | -                                   |

## Riconoscimenti
- 2016 - Imagen Awards[48]
  - Nomination alla migliore attrice protagonista a America Ferrera
- 2017 - Casting Society of America[49]
  - Nomination al miglior casting a Susie Farris, Collin Daniel, Brett Greenstein, Sherie Hernandez, Melanie Crescenz
- 2017 - Gracie Awards[50]
  - Miglior attrice a America Ferrera
- 2017 - Golden Nymph Awards[51]
  - Nomination alla miglior serie commedia
  - Nomination alla miglior attrice a America Ferrera
- 2017 - Imagen Awards[52]
  - Nomination al migliore programma televisivo in prima serata